# سیارک ۳۲۷۳۱
سیارک ۳۲۷۳۱ (به انگلیسی: 32731 Annaivanovna، نامگذاری:1968OD1) سی و دو هزار و هفتصد و سی و یکمین سیارک کشف شده‌است که در ۲۵ ژوئیه ۱۹۶۸ کشف شد.